# 土卫六生命

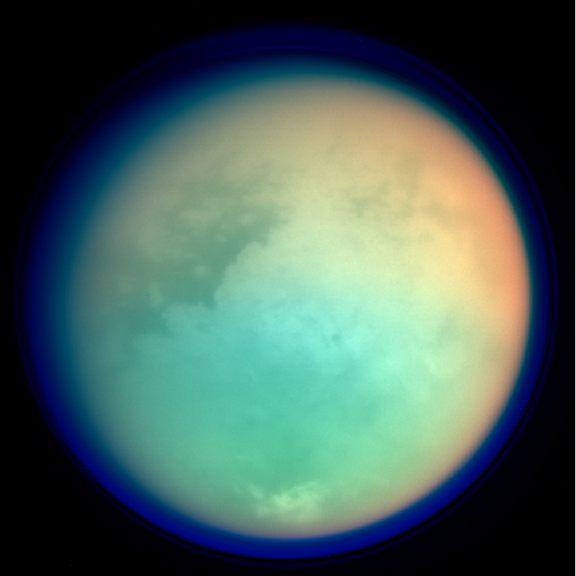
土卫六多光谱视图

土星最大的卫星土卫六上是否有生命，目前是一个悬而未决的问题，也是有待科学评估和研究的课题。土卫六比地球寒冷得多，但在太阳系所有地方中，土卫六是除地球外唯一所知表面有液体河流、湖泊和海洋的星球，它稠密的大气层具有化学活性并富含碳化合物，其表面分布着大小不一的液态甲烷和乙烷，而冰壳下可能有一层液态水。一些科学家推测，这些液体混合物可能为不同于地球的活细胞提供了生命前化学物质。
2010年6月，科学家经分析“卡西尼-惠更斯号”任务数据，报告了地表附近大气中异常的现象，这可能与存在产甲烷生物的情况相一致，但也可能是由非生物化学或气象作用所造成。卡西尼-惠更斯任务没有配备直接寻找微生物或提供复杂有机化合物完整清单所需的设备。

## 化学
土卫六之所以被视为生命前化学或潜在外星生命的环境，很大程度上缘于其大气层受外层光化反应驱动而呈现出的多样性有机化学成分，卡西尼号的质谱仪在土卫六高层大气中检测到以下化学物质：
| 研究         | 麦基, 1050 公里    | 库伊, 1050 公里    | 库伊, 1077 公里            | 韦特等, 1000–1045 公里 |
| ------------ | ------------------ | ------------------ | -------------------------- | ---------------------- |
| 浓度(厘米−3) | (3.18±0.71) x 109  | (4.84±0.01) x 109  | (2.27±0.01) x 109          | (3.19, 7.66) x 109     |
| 不同种类比例 |                    |                    |                            |                        |
| 氮           | (96.3±0.44)%       | (97.8±0.2)%        | (97.4±0.5)%                | (95.5, 97.5)%          |
| 氮14氮15     | (1.08±0.06)%       |                    |                            |                        |
| 甲烷         | (2.17±0.44)%       | (1.78±0.01)%       | (2.20±0.01)%               | (1.32, 2.42)%          |
| 甲烷13       | (2.52±0.46) x 10−4 |                    |                            |                        |
| 氢           | (3.38±0.23) x 10−3 | (3.72±0.01) x 10−3 | (3.90±0.01) x 10−3         |                        |
| 乙炔         | (3.42±0.14) x 10−4 | (1.68±0.01) x 10−4 | (1.57±0.01) x 10−4         | (1.02, 3.20) x 10−4    |
| 乙烯         | (3.91±0.23) x 10−4 | (5.04±0.04) x 10−4 | (4.62±0.04) x 10−4         | (0.72, 1.02) x 10−3    |
| 乙烷         | (4.57±0.74) x 10−5 | (4.05±0.19) x 10−5 | (2.68±0.19) x 10−5         | (0.78, 1.50) x 10−5    |
| 氰化氢       | (2.44±0.10) x 10−4 |                    |                            |                        |
| 氩40         | (1.26±0.05) x 10−5 | (1.25±0.02) x 10−5 | (1.10±0.03) x 10−5         |                        |
| 丙炔         | (9.20±0.46) x 10−6 | (9.02±0.22) x 10−6 | (6.31±0.24) x 10−6         | (0.55, 1.31) x 10−5    |
| 丙烯         | (2.33±0.18) x 10−6 |                    |                            | (0.69, 3.59) x 10−4    |
| 丙烷         | (2.87±0.26) x 10−6 | <1.84 x 10−6       | <2.16e-6(3.90±0.01) x 10−6 |                        |
| 丁二炔       | (5.55±0.25) x 10−6 | (4.92±0.10) x 10−6 | (2.46±0.10) x 10−6         | (1.90, 6.55) x 10−6    |
| 氰           | (2.14±0.12) x 10−6 | (1.70±0.07) x 10−6 | (1.45±0.09) x 10−6         | (1.74, 6.07) x 10−6    |
| 氰基乙炔     | (1.54±0.09) x 10−6 | (1.43±0.06) x 10−6 | <8.27 x 10−7               |                        |
| 丙烯腈       | (4.39±0.51) x 10−7 | <4.00 x 10−7       | <5.71 x 10−7               |                        |
| 丙腈         | (2.87±0.49) x 10−7 |                    |                            |                        |
| 苯           | (2.50±0.12) x 10−6 | (2.42±0.05) x 10−6 | (3.90±0.01) x 10−7         | (5.5, 7.5) x 10−3      |
| 甲苯         | (2.51±0.95) x 10−8 | <8.73 x 10−8       | (3.90±0.01) x 10−7         | (0.83, 5.60) x 10−6    |

由于质谱仪只能鉴定化合物的原子质量而非它的结构，因此需要进行另外的研究来识别所检测到的确切化合物。文献中化合物已确认的地方，其化学式已被上述名称取代。麦基（2009）中的数字涉及高压背景校正。数据和相关模型显示的其他化合物包括氨、聚炔、胺类、氮丙环、氘代氢、累积二烯烃、1,3-丁二烯和所有更复杂的低浓度化学物，以及二氧化碳和有限的水蒸气。

## 表面温度
由于与太阳的距离更远，土卫六比地球冷得多，表面温度约为94K(摄氏−179度或华氏−290度）。在这种温度下，水冰（如果存在）不会融化、蒸发或升华，而是保持固态。由于极端寒冷以及大气层中缺乏二氧化碳，乔纳森·卢宁等科学家们认为土卫六与其说是地外生命栖息地，不如说是检验地球上生命出现前所假设环境的实验地。尽管土卫六表面通常的温度与液态水不相容，但卢宁和其他人的计算表明，流星撞击可能会偶尔产生出“撞击绿洲”—液态水可能会在陨石坑中持续数百年或更长时间，这将使水基有机化学成为可能。
然而，鲁宁并不排除液态甲烷和乙烷环境中的生命，并写道发现这种生命形式（即使非常原始）将意味着宇宙中生命的普遍存在。

### 以前关于温度的假设

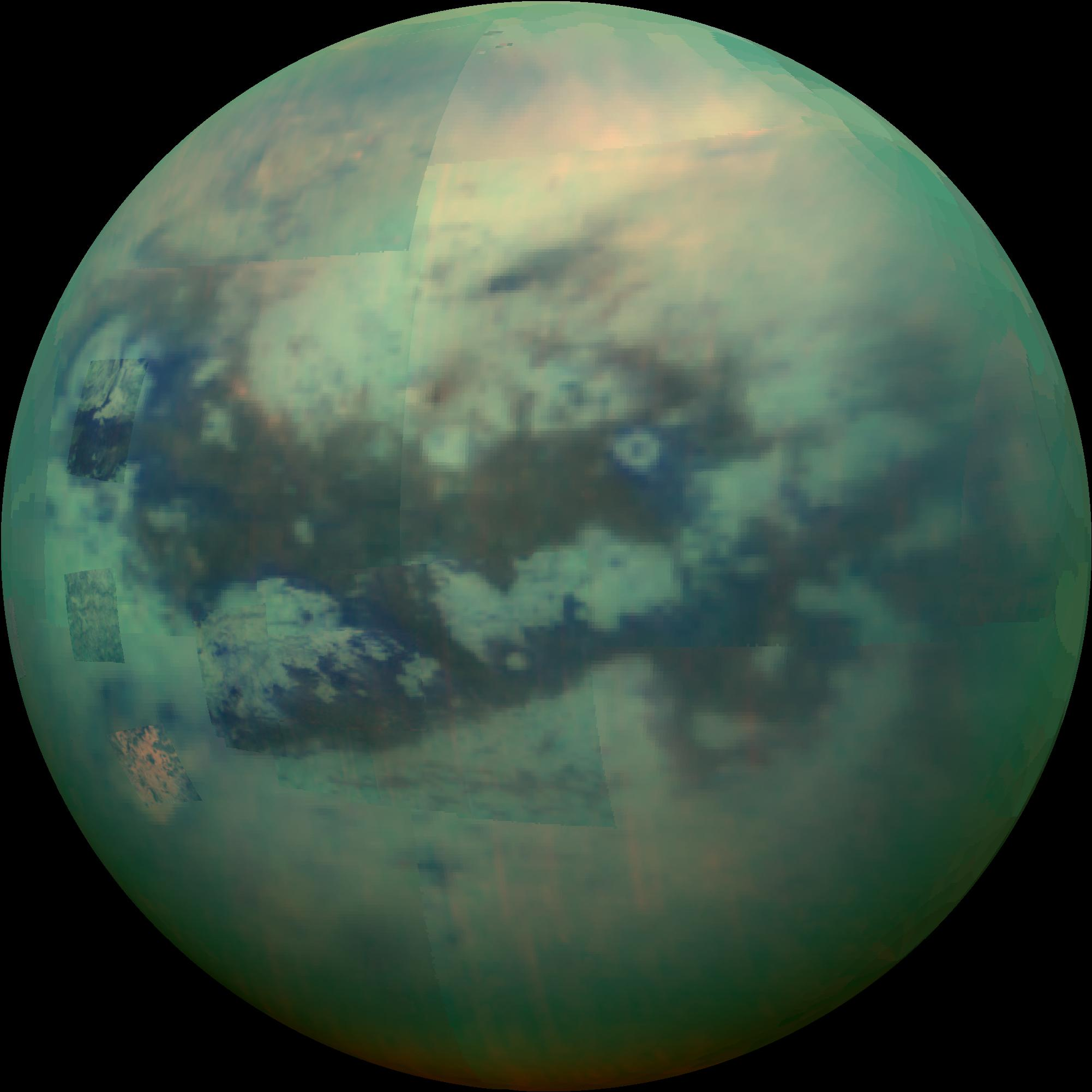
土卫六-红外线视图
(2015年11月13日)。

20世纪70年代，天文学家发现土卫六发出的红外辐射水平出乎意料地高。对此，一种可能的解释是，由于温室效应，土卫六地表比预期的要热。一些对地表温度的估计甚至接近地球较冷地区的温度。然而，对红外辐射还有另一种可能的解释：土卫六表面非常冷，但上层大气由于乙烷、乙烯和乙炔等分子吸收紫外线而被加热。
1979年9月，第一艘飞越观测土星及其卫星的太空探测器-“先驱者11号”发回的数据显示，按照地球标准，土卫六表面极度寒冷，远低于宜居性行星通常应有的温度。

### 未来的气温
土卫六在未来可能会变得更温暖，从现在起5到60亿年后，随着太阳变成红巨星，表面温度可能会上升到约200 K(−70°C），足以使表面存在稳定的水-氨混合海洋。随着太阳紫外线输出的减少，土卫六上层大气中的雾霾将被耗尽，从而减轻表面的抗温室效应，并使大气甲烷产生的温室效应发挥更大的作用，这些条件加在一起可创造出一种适合外星生命形式的环境，并将持续数亿年。这是地球上简单生命足够进化的时间，尽管土卫六上氨的存在可能导致同样的化学反应会变得更慢。

## 表面液态水的缺乏
2009年，美国宇航局天体生物学家安德鲁·波霍里勒（Andrew Pohorille）将土卫六表面缺乏液态水作为反对生命存在的理由。波霍里勒认为，水非常重要，不仅是“我们所知的唯一生命”所使用的溶剂，而且它的化学性质“特别适合于促进有机物的自我组织”。他质疑在土卫六表面寻找生命的前景是否足以证明所付出的代价是合理的。

## 可能的地下液态水
实验室模拟结果表明，土卫六上存在足够的有机物质，足以开始类似于地球生命起源的化学演化。虽然这种类比的假设前提是液态水存在的时间比目前观察到的要长，但一些推测表明，撞击产生的液态水可以保存在冻结的隔离层下。也有人提出，地表下深处可能存在液氨海洋，一种模型表明，在水冰壳下有深达200公里的氨水溶液，这种条件“按地球标准看虽然极端，但生命确实能够存活”。内层和上层之间的热传递对于维持任何地下海洋生命都至关重要 。探测土卫六上的微生物生命将取决于它的生物效应，例如，可以检查大气层中甲烷和氮的生物成因。
2012年，从美国宇航局卡西尼号航天器获得的数据进一步证明了土卫六冰壳下可能含有一层液态水。

## 复杂分子的形成
土卫六是太阳系中已知唯一一颗拥有大气层的天然卫星，由多种微量气体组成，充分演化的稠密大气层，其化学性质活跃，富含有机化合物，这导致人们猜测那里是否可能产生了生命的化学前体。大气层中还含有氢气，氢气在大气和地表环境中循环，与地球产甲烷菌类似的生物可与某些有机化合物（如乙炔）结合而获取能量。

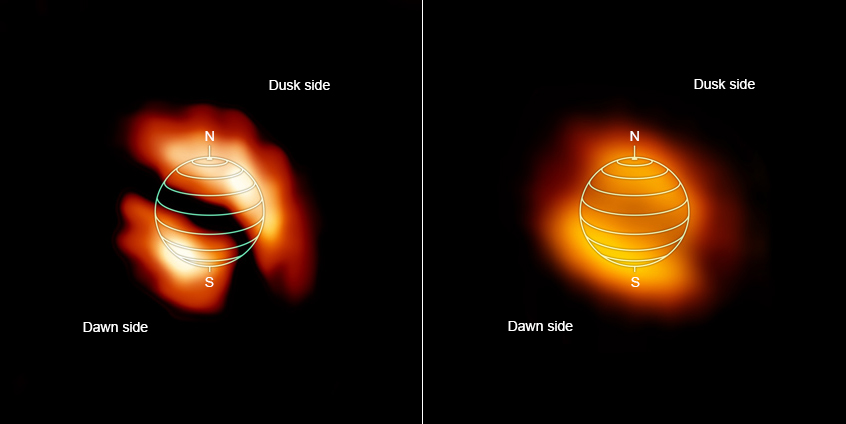
土卫六大气层中的痕量有机气体-异氢氰酸（左）和氰基乙炔（右）。

米勒-尤里实验和随后的几项实验表明，在类似于土卫六的大气中，加入紫外线辐射，可生成复杂的分子和聚合物，如托林。反应开始于氮和甲烷的离解，形成氰化氢和乙炔，进一步的反应已被广泛研究。
2010年10月，亚利桑那大学的莎拉·赫斯特（Sarah Hearst）报告，在将能量施加到类似土卫六大气的气体组合中时，在产生出的许多化合物中，发现了组成脱氧核糖核酸(DNA)和核糖核酸(RNA)的五种核碱基，赫斯特还发现了构成蛋白质的氨基酸。她说，这是首次在这种没有液态水参与的实验中发现的核碱基和氨基酸。
2013年4月，美国宇航局报告说，根据模拟土卫六大气层的研究，土卫六上可能会出现复杂的有机化合物。2013年6月，在土卫六上层大气层中检测到多环芳香烃（PAHs）。
研究表明，在土卫六的环境中，聚亚胺可很容易地起到积木的作用。土卫六大气中产生大量的氰化氢，氰化氢很容易聚合成能在土卫六表面条件下捕获光能的形式。到目前为止，土卫六上的氰化物发生了什么还不得而知，虽然它在产生的上层大气中含量丰富，但在表面被耗尽，这表明有某种反应消耗了它。

## 假说

### 烃类溶剂

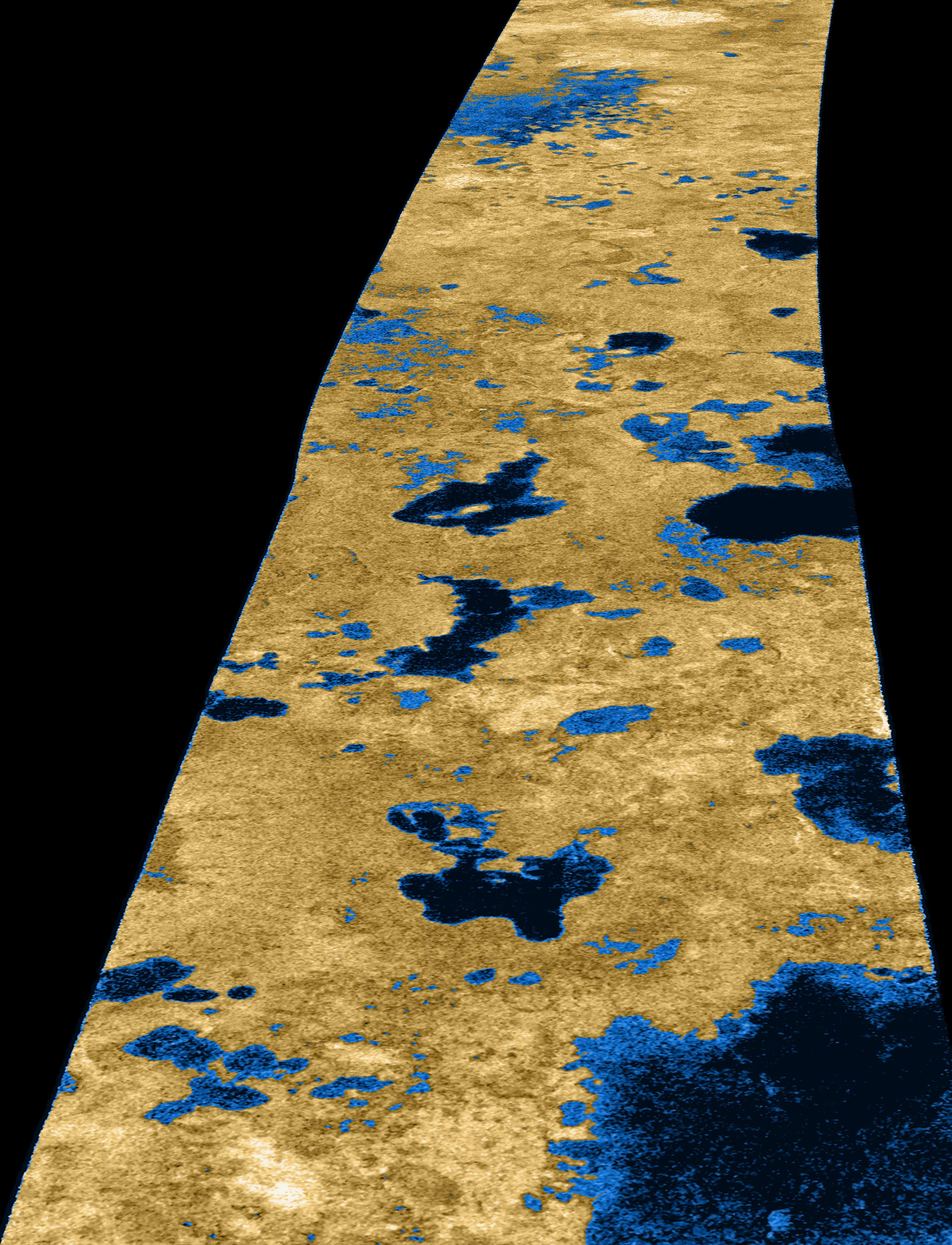
2006年卡西尼号雷达图像显示的土卫六上碳氢化合物湖

尽管地球上的所有生物（包括产甲烷菌）都使用液态水作为溶剂，但可以想象土卫六上的生命可能会使用液态碳氢化合物，如甲烷或乙烷。水是比碳氢化合物强的溶剂，但水的化学反应性也更强，能通过水解分解大有机分子。以碳氢化合物为溶媒的生命形式则不会使生物分子面临此种破坏的风险。
土卫六表面显示有液态乙烷或甲烷的湖泊、河流和海洋，一些科学模型表明这些河流和海洋可能支持假设的非水基生命。据推测，生命可能存在于土卫六表面液态甲烷和乙烷河流及湖泊中，就像地球上生活在水中的生物一样。这种假想的生物会以氢代替氧，与乙炔而非葡萄糖反应，产生出甲烷而不是二氧化碳。相较之下，地球上的一些产甲烷菌则是通过氢与二氧化碳反应以获取能量，从而产生出甲烷和水。
2005年，天体生物学家克里斯·麦凯（Chris McKay）和希瑟·史密斯（Heather Smith）预测，如果产甲烷生命消耗足够数量的大气氢，它将对土卫六对流层的混合比产生可测量的影响。预计的影响包括乙炔含量远低于预期，以及氢本身浓度的降低。
2010年6月，约翰·霍普金斯大学的达雷尔·斯特罗贝尔（Darrell Strobel）报告了与这些预测相一致的证据，他分析了高空和低空大气层中氢浓度的测量结果。斯特罗贝尔发现，上层大气层中的氢浓度远大于地表附近，以至于扩散作用导致氢以每秒约1025个分子的速率向下流动。在地表附近，向下流动的氢显然消失了。而同月发表的另一篇论文显示，土卫六表面的乙炔含量非常低。
克里斯·麦凯同意斯特罗贝尔的观点，正如麦凯在2005年文章中所暗示的那样，生命的存在是对所发现的氢和乙炔的一种解释，但同时也警告说，目前更可能还有其他的解释：即这种结果可能是由于人为错误、气象作用，或某些存在的催化矿物使氢和乙炔发生了化学反应。他指出，这种在摄氏−178度（95 K）下有效的催化物，目前尚不为人所知，其本身将是一种惊人的发现，虽然不如发现地外生命形式那么令人震惊。
2010年6月的调查结果引起了媒体的极大关注，英国《每日电讯报》的一篇报道在其中提到了“原始外星人”存在的线索。

### 细胞膜
2015年2月，对一种能够在液态甲烷中发挥作用的假想细胞膜进行了建模，并提出这些膜的化学基础是在土卫六上已检测到的丙烯腈，被称为“偶氮体”（“氮质体”），由希腊语中的“氮”（azoto）和“体”（soma）组成，缺乏地球上磷脂中的磷和氧，但含有氮。尽管化学结构和外部环境非常不同，但其性质却惊人地相似，包括薄膜的自我成型、柔韧性、稳定性及其他属性。根据计算机模拟，在所发现的土卫六天气条件下，偶氮体无法形成或发挥作用。
2017年完成的卡西尼号数据分析证实，土卫六大气中含有大量丙烯腈。

### 相对宜居性
为评估在各类行星和卫星上发现任何种类生命的可能性，德克·舒尔茨·马库赫（Dirk Schulze Makuch）和其他科学家开发了一项行星宜居性指数，该指数综合考虑了地表和大气特征、能源可用性、溶剂和有机化合物等因素。根据2011年末可用数据得出的该指数值显示，土卫六是所有已知世界中除地球外具有最高宜居等级的星球。

### 土卫六测试案例
虽然卡西尼-惠更斯号任务没有装备搜索生命印迹或复杂有机物证据的设备，但它显示了土卫六上的环境在某些方面类似于原始地球理论。科学家们认为，早期地球的大气成分与土卫六现在的成分相似，只是土卫六上缺少了水蒸气。许多假说正尝试在化学演变到生物进化之间架起一座桥梁。
2007年，美国国家科学研究委员会下属的一个科学家委员会在一份有关生命极限条件的报告中，将土卫六作为化学反应性与生命之间关系的一则测试案例。该委员会主席约翰·巴罗斯认为，“如果生命是化学反应的内在属性，那么土卫六上就应该存在生命。事实上，如果土卫六上不存在生命，我们不得不说，生命并非含碳分子在稳定条件下反应的固有特性……”。
科学家大卫·格林斯彭（David Grinspoon）在2005年提出土卫六上的假想生物可能利用氢和乙炔作为能量源，在讨论土卫六生命时提到了盖亚假说。他认为，正如地球环境和生物一起进化一样，同样的事情也可能发生在其他有生命的星球上。在格林斯彭看来，那些“地质和气象上有活力的世界，在生物性方面也更可能有活力”。

### 胚种论或独立起源
现已提出了对土卫六上生命存在假设的另一种解释：如果在土卫六上发现了生命，它可能就起源于地球，其作用称为胚种论。从理论上讲，小行星和彗星对地球表面的巨大撞击已导致数亿块富含微生物的岩石碎片脱离地球引力。计算表明，其中的一些会遇到太阳系中包括土卫六在内的许多天体。另一方面，乔纳森·鲁宁（Jonathan Lunine）认为，土卫六低温碳氢化合物湖中的任何生物都必须在化学上与地球生物有很大的不同，以至于一种生物不可能成为另一种生物的祖先。在鲁宁看来，土卫六湖泊中存在的生物体代表太阳系内第二种独立的生命起源，这意味着生命极有可会能出现在整个宇宙的宜居星球上。

## 计划和拟议中的探索任务
亚利桑那大学天文学家克里斯·因皮（Chris Impey）说，拟议中的泰坦海洋探测器任务是一艘会溅落在土卫六湖中的发现级着陆器，“将有可能探测生命”。
计划中的蜻蜓号旋翼机任务旨在降落在坚实地面上并多次迁移。蜻蜓号将成为第四次新疆界计划任务，它将研究土卫六上生命起源前化学的演化程度。所携带的设备将分析土卫六表面的化学成分，并对低层大气进行取样，以获取可能的生命印迹，包括氢的浓度。

## 另请查看
- 土卫六湖泊——泰坦湖泊,土星的月亮
- 火星生命——在火星上的生命
- 金星生命——金星上可能存在的生命
- 土卫六表面特征列表